# ボールド (芸能事務所)
株式会社ボールド（英文社名；BOLD Limited.）は、東京都渋谷区に本社を置く日本の芸能プロダクションである。

## 概要
2009年に設立。タレント・アーティストのマネジメントの他、音楽レーベルの運営も行う。

## 所属タレント
- 鶴久政治
- 相原勇
- 藤田可菜
- Lady beard
- 紫月香帆
- minchik
- 諸星和己(業務提携)

## 過去の所属者
- 吉崎綾

## 関連会社
- 株式会社プロシード
- 株式会社ディケイド
- 株式会社スイートルーム
- ジャパンミュージックシステム
- 株式会社キャストネット